# 高木陽介
高木 陽介（たかぎ ようすけ、1959年12月16日 - ）は、日本の政治家。
衆議院議員（9期）、国土交通大臣政務官（第1次小泉第1次改造内閣）、衆議院総務委員長、経済産業副大臣兼内閣府副大臣（第2次安倍改造内閣・第3次安倍内閣・第3次安倍第1次改造内閣・第3次安倍第2次改造内閣）、公明党国会対策委員長、公明党選挙対策委員長、公明党政務調査会長などを歴任した。

## 経歴

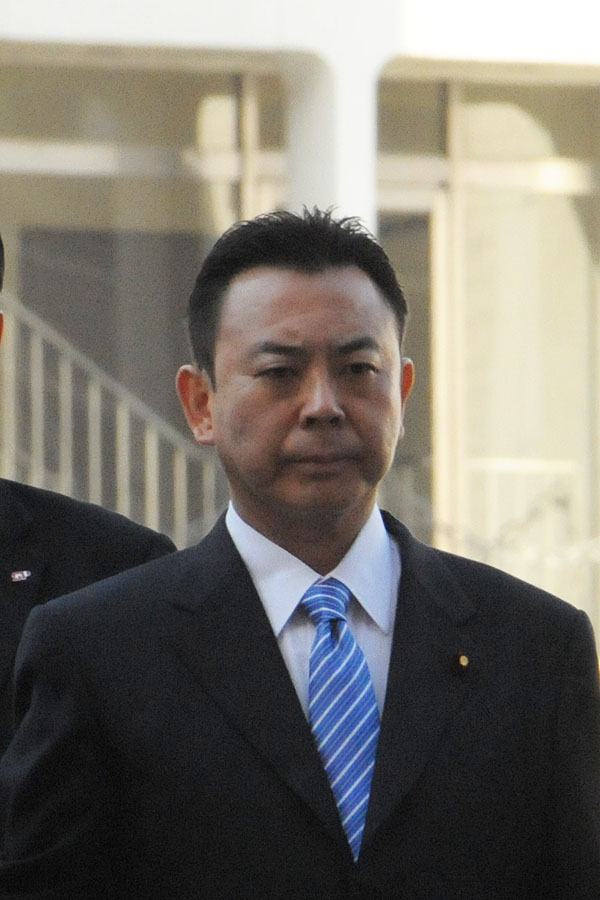
2013年1月2日、東京都の新宿駅西口にて

1959年12月16日、東京都大田区に生まれる。創価高等学校を経て、1984年3月、創価大学法学部法学科を卒業。同年4月、毎日新聞社に入社する。浜松支局、静岡支局を経て東京本社に勤務し、社会部記者などを務めた。
1993年7月18日、第40回衆議院議員総選挙に公明党公認で旧東京11区から立候補し、初当選を果たす。
1996年10月20日、第41回衆議院議員総選挙に新進党公認で東京24区から立候補するも落選する。1998年11月、新党平和を経て公明党の再結成に参加した。
2000年6月25日、第42回衆議院議員総選挙に比例東京ブロック単独候補として立候補し、国政に復帰する。2002年9月30日、第1次小泉第1次改造内閣で国土交通大臣政務官に就任した。
2003年11月9日執行の第43回衆議院議員総選挙（3選）、2005年9月11日執行の第44回衆議院議員総選挙（4選）、2009年8月30日執行の第45回衆議院議員総選挙（5選）、2012年12月16日執行の第46回衆議院議員総選挙（6選）でもそれぞれ再選される。
2013年10月15日、衆議院総務委員長に就任する。
2014年9月4日、第2次安倍改造内閣で経済産業副大臣兼内閣府副大臣に任命される。同年12月14日、第47回衆議院議員総選挙で7選。同年12月25日発足の第3次安倍内閣で経済産業副大臣兼内閣府副大臣に再任され、2015年10月9日発足の第3次安倍第1次改造内閣、2016年8月5日発足の第3次安倍第2次改造内閣でも留任する。
2017年10月22日執行の第48回衆議院議員総選挙（8選）、2021年10月31日執行の第49回衆議院議員総選挙（9選）でそれぞれ再選を果たす。
2022年9月、竹内譲の後任として公明党政務調査会長に就任する。就任に際して物価高対策を最優先政策に掲げ、2023年8月30日、物価高に苦しむ家計や中小企業の負担軽減策についての緊急提言を内閣総理大臣の岸田文雄に申し入れた。
2024年5月28日、体調不良のため同年4月から療養していることを公明党代表の山口那津男から公表される。手術ののち今後7週間の治療が必要だとされ、山口からは「7月中旬の復帰を期待したい」と評された。7月16日に退院した際には、8月中旬に職務に復帰する見込みと報じられる。9月18日、首相官邸で内閣総理大臣の岸田文雄と面会し、同年4月以降初めて公の場に姿を現した。
同年9月26日、次期衆議院議員総選挙に立候補しない意向を表明する。9月28日には公明党政務調査会長の職、10月5日には公明党東京都本部代表の座をいずれも岡本三成に譲った。

## 政策・主張

### 憲法
- 憲法改正について、2017年の朝日新聞社のアンケートで「どちらかといえば賛成」と回答[10]。
- 9条改憲について、2014年の毎日新聞社のアンケートで「賛成」と回答[11]。2021年の毎日新聞社のアンケートで「反対」と回答[12]。
- 憲法を改正して緊急事態条項を設けることについて、2021年の毎日新聞社のアンケートで「反対」と回答[12]。

### 外交・安全保障
- 安全保障関連法の成立について、2017年の朝日新聞社のアンケートで「どちらかと言えば評価する」と回答[10]。
- 「他国からの攻撃が予想される場合には敵基地攻撃もためらうべきではない」との問題提起に対し、2017年の朝日新聞社のアンケートで「どちらかと言えば反対」と回答[10]。
- 「北朝鮮に対しては対話よりも圧力を優先すべきだ」との問題提起に対し、2017年の朝日新聞社のアンケートで「どちらかと言えば賛成」と回答[10]。
- 日本による過去の植民地支配と侵略を認めて謝罪した「村山談話」の見直し論議について、2014年の毎日新聞社のアンケートで「見直すべきではない」と回答[11]。
- 従軍慰安婦に対する旧日本軍の関与を認めた「河野談話」の見直し論議について、2014年の毎日新聞社のアンケートで「見直すべきではない」と回答[11]。
- 第2次安倍内閣の提出により2013年12月6日に成立した特定秘密保護法案[13]について、2014年の毎日新聞社のアンケートで「必要」と回答[11]。

### ジェンダー
- 選択的夫婦別姓制度の導入について、2017年の朝日新聞社のアンケートで「賛成」と回答[10]。2021年の毎日新聞社のアンケートで「賛成」と回答[12]。
- 同性婚を可能とする法改正について、2017年の朝日新聞社のアンケートで「どちらとも言えない」と回答[10]。「同性婚を制度として認めるべきだと考るか」との2021年の毎日新聞社のアンケートに対し「認めるべき」と回答[12]。
- クオータ制の導入について、2021年の毎日新聞社のアンケートで「賛成」と回答[12]。

### その他
- アベノミクスについて、2017年の朝日新聞社のアンケートで「評価する」と回答[10]。
- 安倍内閣による森友学園問題・加計学園問題への対応について、2017年の朝日新聞社のアンケートで「どちらかと言えば評価しない」と回答[10]。
- 森友学園への国有地売却をめぐる公文書改竄問題で、2021年5月6日、国は「赤木ファイル」の存在を初めて認めた[14]。しかし5月13日、菅義偉首相はファイルの存在を踏まえた再調査を行わない考えを報道各社に書面で示した[15]。9月の自民党総裁選挙で総裁に選出された岸田文雄も10月11日、衆議院本会議の代表質問で再調査の実施を否定した[16]。国の対応をどう考えるかとの同年の毎日新聞社のアンケートに対し、選択肢以外の回答をした[12]。
- 「『道徳』を小中学校の授業で教え、子供を評価することに賛成か、反対か」との問いに対し、2014年の毎日新聞社のアンケートで「反対」と回答[11]。

## 人物
- 新聞記者出身であることからメディア対応に長け、2000年代には公明党の若手の論客として『ビートたけしのTVタックル』『朝まで生テレビ!』『サンデープロジェクト』『みのもんたの朝ズバッ!』など多数のテレビ番組に出演した。2013年5月9日にニコニコ生放送で配信された『全部見せます!そのまんま公明党』でもオープニングから案内役を務めた[17]。
- 2021年8月17日、東京都内の日本料理店において自由民主党幹事長二階俊博らと5人で会食したことが報じられた。当時は新型コロナ禍で感染対策が求められている時期であり、政府は4人以下での会食を求めていた。高木は記者に対して「会食ではない。打ち合わせの前に、それぞれ昼食を『黙食』でとった」と説明した[18][19]が、同席者の一人である石井啓一は、8月20日の記者会見において「大いに反省している」「全員がワクチンを2回接種し、感染防止対策も取ったとした上で『大丈夫だろうと思っていたところに油断があった』」と釈明した[20]。

### 関係団体
- 道路特定財源を資金源とする道路運送経営研究会から献金を受けている[21]。同研究会は道路特定財源の一般財源化に反対している。
- ジャーナリストの鈴木エイトが作成した「旧統一教会関連団体と関係があった現職国会議員168人」によれば、2010年に教団関連団体が発行した月刊誌にインタビューが掲載されていたとされる[22]。

### 私生活
- 妻は大学の同期生[23]。
- 特技は柔道（『柔道一直線』に憧れて中学2年から大学2年まで続け、高校2年生で二段を取得）。得意技は背負い投げ一本。高校時代は東京都大会でベスト16まで進んだこともある。
- 座右の銘は「奔馳不息（ほんちふそく）」（どのような状況でも前向きに走り続ける）[23]。
- 趣味は将棋、写真[23]。
- 読書は歴史小説をよく読む[23]。

## 役職歴

### 衆議院
- 総務委員会委員長
- 国土交通委員会理事

### 内閣
- 経済産業副大臣
- 内閣府副大臣
- 国土交通大臣政務官

### 公明党
- 復興・防災部会顧問
- 政治改革本部副本部長
- 政務調査会長
- 選挙対策委員長
- 国会対策委員長
- 中央幹事
- 幹事長代理
- 広報委員長
- 選挙対策委員長
- 総務部会顧問
- 復興・防災部会長代理
- 国土交通部会顧問
- 東京方面議長
- 東京都本部代表

## 所属議員連盟
- 医療現場の危機打開と再建をめざす議員連盟
- 環境・省エネ住宅政策を推進する議員連盟
- 国連・安保理改革推進議員連盟
- 死刑廃止を推進する議員連盟
- 日韓議員連盟
- 遊技業進振興議員連盟